# QSL-картка
QSL є одним з кодів Q, що використовуються в радіозв'язку і радіомовленні. Q-код повідомлення може бути заявою або питанням. У цьому випадку QSL означає або «ви підтверджуєте отримання моєї передачі?» або «Я підтверджую отримання Вашої передачі». QSL-картка — це письмове підтвердження.
QSL картки бувають двох типів: перші підтверджують двосторонній радіозв'язок між двома аматорськими радіостанціями, а другі — прийом слухачем сигналу AM, FM радіо, телебачення чи короткохвильової радіостанції. Типові QSL картки того ж розміру і зроблені з того ж матеріалу, як типові листівки, і більшість з них надсилаються поштою, як листівки.
QSL досі використовують при дальньому радіоприйомі (див. DXing) радіомовних і телевізійних станцій, хоча і не так часто, як в 1960-x і 1970-x роках.

## Історія карток QSL
Концепція відправки листівки для перевірки прийому станції (а потім і для двосторонніх контактів між ними), можливо, була винайдена кілька разів. Найперша згадка датована тим, коли картки послав в 1916 р. 8VX в Буффало, штат Нью-Йорк для 3TQ у Філадельфії, штат Пенсильванія (в ті дні МСЕ префікси не використовувалися). Стандартизованої карти з позивним, частотою, датою і т. д., можливо, були розроблені в 1919 році Хоффманом, 8UX, в Акроні, штат Огайо. У Європі вперше використав QSL Білл Коршам, 2UV при роботі з Харлсден, Англія, в 1922.

## QSL-картки радіостанцій
Радіостанціями картки QSL короткохвильовим слухачам надсилаються за надання рапорту про прийом сигналів їхньої радіостанції.

Лицьова сторона QSL-картки Радіо Австралії, 2010

Детально заповнена задня сторона QSL-картки Радіо Австралії — вказано ім'я слухача, дату та час прийому, частоту та місце розташування передавача. Далі стоїть підпис технічного директора радіостанції. Напис «73» означає побажання всього найкращого.

Для багатьох міжнародних мовників QSL-картки слугують рекламою, а не інструментом для збору даних про прийоми. Часто карти включають інформацію про своїх місцях і країнах. Крім того, ведучі можуть читати в ефірі коментарі, що слухачі надіслали на свої QSL картки.
Інші комерційні і державні теле- і радіостанції (наприклад, Бі-бі-сі) лише зрідка надають QSL картки слухачам через розмір своєї аудиторії і відстані, на яких вони можуть бути почуті.
В рапорті про прийом необхіжно зазначити:
- Назву радіостанції, що прослуховувалась
- Дату та час прийому
- Мову, на якій велась передача
- Частоту, на якій велася передача
- Модель приймача та тип антени
- Оцінку прийому за шкалою SINPO (див.нижче)
- Деталі прослуханої передачі
- Технічні зауваження
- Своє ім'я та домашню адресу для отримання QSL-картки.

В кінці рапорту обов'язково треба вказати, що ви хочете отримати детально заповнену QSL, інакше станція не надішле вам картку.
Оцінка прийому будь-яких сигналів складається за спеціальною шкалою, що називається SINPO.
SINPO (англ.) — в радіоаматорській практиці — умовне, суб'єктивне сприйняття сигналу віддаленого кореспондента або станції. Розшифровується як скорочення від слів: S-Signal strength — сила сигналу, I-Interference — інтерференція (взаємодія з сигналом іншої радіостанції, який заважає), N — Noise static — статичний (атмосферний) шум, «шум ефіру», P — Propagation disturbance — проблеми при поширенні сигналу, O — Overall merit — загальна оцінка.
| Шкала | S            | I             | N            | P                             | O               |  |
| SINPO | Сила сигналу | Інтерференція | Шум          | Порушення умов розповсюдження | Загальна оцінка |  |
| ----- | ------------ | ------------- | ------------ | ----------------------------- | --------------- |  |
| 5     | Відмінно     | Немає         | Немає        | Немає                         | Відмінно        |  |
| 4     | Добре        | Незначне      | Незначне     | Незначне                      | Добре           |  |
| 3     | Задовільно   | Помірно       | Помірно      | Помірне                       | Задовільно      |  |
| 2     | Незадовільно | Сильно        | Сильний      | Сильне                        | Незадовільно    |  |
| 1     | Ледве чутно  | Дуже сильно   | Дуже сильний | Дуже сильне                   | Дуже погано     |  |

Деякі станції вимагають тільки спрощений SIO-код.
Також існують коди SINFO, де «F» (замість «P») характеризує затухання радіосигналу, та код SINPFEMO, де «Е» та «М» характеризують відповідно якість та глибину модуляції. Але ці коди використовуються рідко і переважно на вимогу деяких радіостанцій.
Після деякого досвіду, на практиці аналіз сигналу з допомогою коду SINPO зазвичай не є складним. Майте на увазі, що радіостанція буде отримувати аналогічні повідомлення від інших слухачів щодо тієї ж програми, яку ви слухали, тому виставляти оцінки SINPO необхідно якомога точніше.
Для місцевих станцій SINPO можна не зазначати (бо технічні працівники станції можуть і не розуміти такого коду), а лише словами вказати якість сигналу.
Після прослуховування певної станції (зазвичай від 15 хвилин до 2 годин), слухач повинен створити рапорт з SINPO-ідентифікацією якості сигналу, вказати своє місце розташування (це частіше називається QTH в радіоаматорськії термінології) по довготі і широті (якщо слухач живе в великому місті, такому як Київ чи Харків, можна просто вказати назву міста і не писати координати). Далі — короткий опис програми, яку ви прослухали (не просто назва передачі, а хоч якісь деталі), можна вказати вашу думку про неї, побажання тощо. Рапорт можна відправити на радіостанцію як звичайною поштою, так і електронною, але обов'язково з зазначенням того факту, що ви хочете отримати QSL. Деякі радіостанції (це стосується переважно станцій з Африки та невеликих регіональних мовників) підтверджують тільки рапорти, надіслані звичайною поштою з доданням оплати для відповіді (це може бути 1-2 долари США або 1-2 Міжнародний поштовий купон для відповіді). Деякі станції не підтверджують рапорти взагалі. Деякі ж, не маючи QSL-карток, надсилають слухачам QSL-лист, тобто звичайний лист, в якому вказано деталі прийому та факт той, що рапорт підтверджено. Останнім часом на рапорти, надіслані електронною поштою, деякі станції відповідають так званими електронними QSL (е-QSL), тобто надсилають слухачеві QSL-картку в електронному варіанті, щоб він потім міг її сам роздрукувати.

QSL-картка радіостанції WYFR, випущена з нагоди її 50-річчя
QSL-картка Польського радіо для закордону
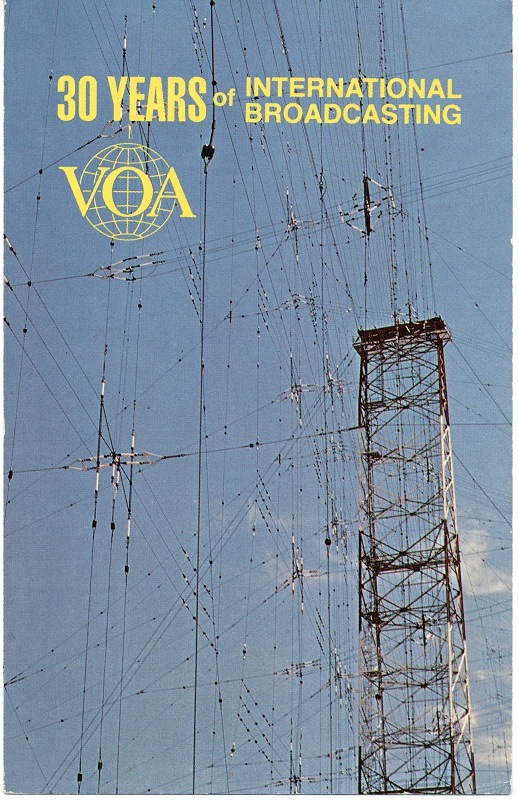
QSL-картка «Голосу Америки» (1972 рік)
Електронна QSL-картка Радіо Нової Зеландії

## QSL-картки радіоаматорів
QSL-картка — документальне підтвердження факту проведення сеансу радіозв'язку (QSO) між двома радіоаматорами. Використовуються як доказ досягнень радіоаматора і є підставою для присвоєння радіоаматорських дипломів та інших нагород. Існують як паперові, так і, останнім часом, електронні QSL-картки, які пересилаються відповідно звичайною чи електронною поштою. Електронні QSL-картки можна самостійно роздрукувати, перетворивши їх на паперові.
Паперова QSL-картка — картка, зазвичай розміром з поштову листівку, яка містить інформацію про QSO: позивні обох операторів, час і дата контакту, використана радіочастота (принаймні діапазон), вид модуляції, RST (код, що описує якість приймання), дані про місце розташування радіостанції. Крім того, може вказуватися додаткова інформація: характеристики антени і приймально-передавальної апаратури, умови зв'язку (наявність перешкод, завмирань тощо), привітання зі святами та інше. Радіоаматори звичайно намагаються робити свої QSL-картки привабливішими, розміщуючи на них різноманітні зображення — види своєї місцевості, власні портрети тощо. Деякі національні радіоклуби замовляють для своїх членів масовим тиражем недорогі бланки QSL-карток, в які оператор може проставити свій позивний за допомогою гумового штампа або іншим способом.
Доставленням паперових QSL-карток радіоаматорам зазвичай займаються QSL-бюро при радіоаматорських асоціаціях, але практикується і пряме пересилання (це значно дорожче, але скоріше). Є й незалежні QSL-сервіси, які за певну платню виконують функції QSL-бюро (наприклад, WF5E DX QSL SERVICE [Архівовано 12 січня 2011 у Wayback Machine.]). У СРСР поштова служба за угодою з Центральним радіоклубом здійснювала безкоштовну пересилку QSL-пошти між місцевими радіоклубами та за кордон.
Станції з дуже великим об'ємом QSL-обміну, або такі, що працюють тимчасово, користується послугами окремого QSL-менеджера — радіоаматора, який бере на себе обов'язок обробляти QSL-пошту. На QSL-картках для таких станцій треба робити відмітку для QSL-бюро, наприклад: «VIA WD9EWK», тобто «Пересилати через WD9EWK».
Короткохвильовики-спостерігачі (SWL, від англ. Short wave listener) також можуть обмінюватися QSL-картками як з комерційними, так і з радіоаматорськими станціями й отримувати у відповідь QSL. У цьому випадку така QSL-картка підтверджує той факт, що станція дійсно працювала у вказаний час із зазначеними параметрами, і спостерігач справді міг чути її роботу.
У XXI столітті з'явилися електронні QSL-картки або eQSL, які можуть автоматично передаватися до Центру електронних QSL-карток і досягають одержувача за кілька секунд. eQSL можуть бути роздруковані або використані для eAwards і, на відміну від традиційних, дешевші та простіші при друці, пересиланні або обміну.

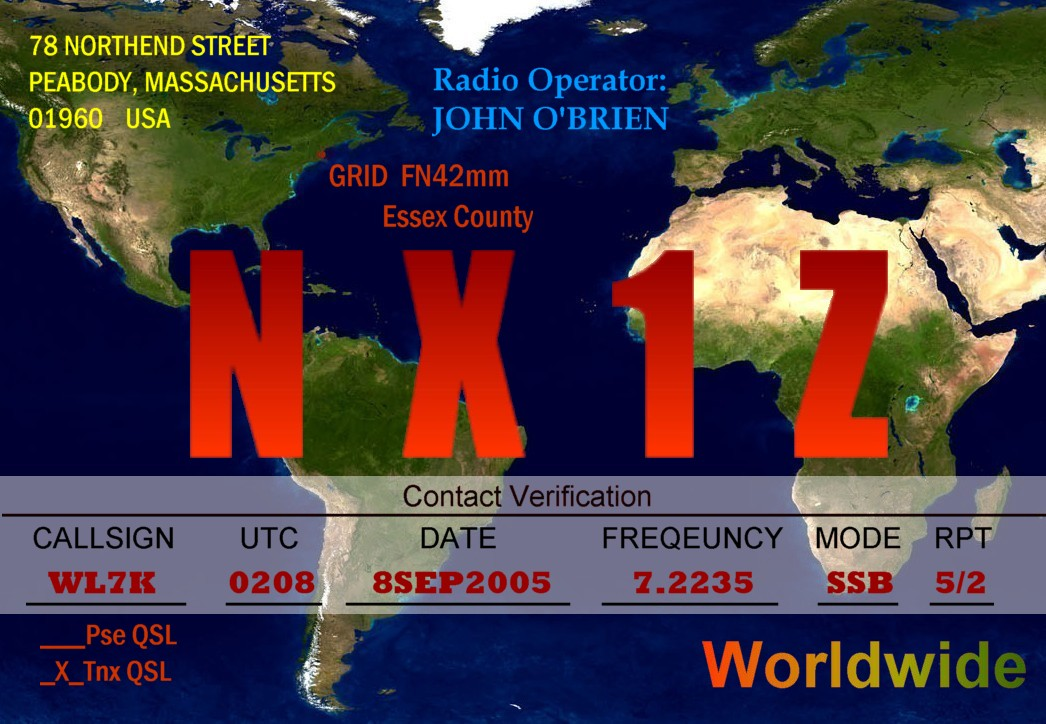
QSL-картка радіоаматора з США NX1Z
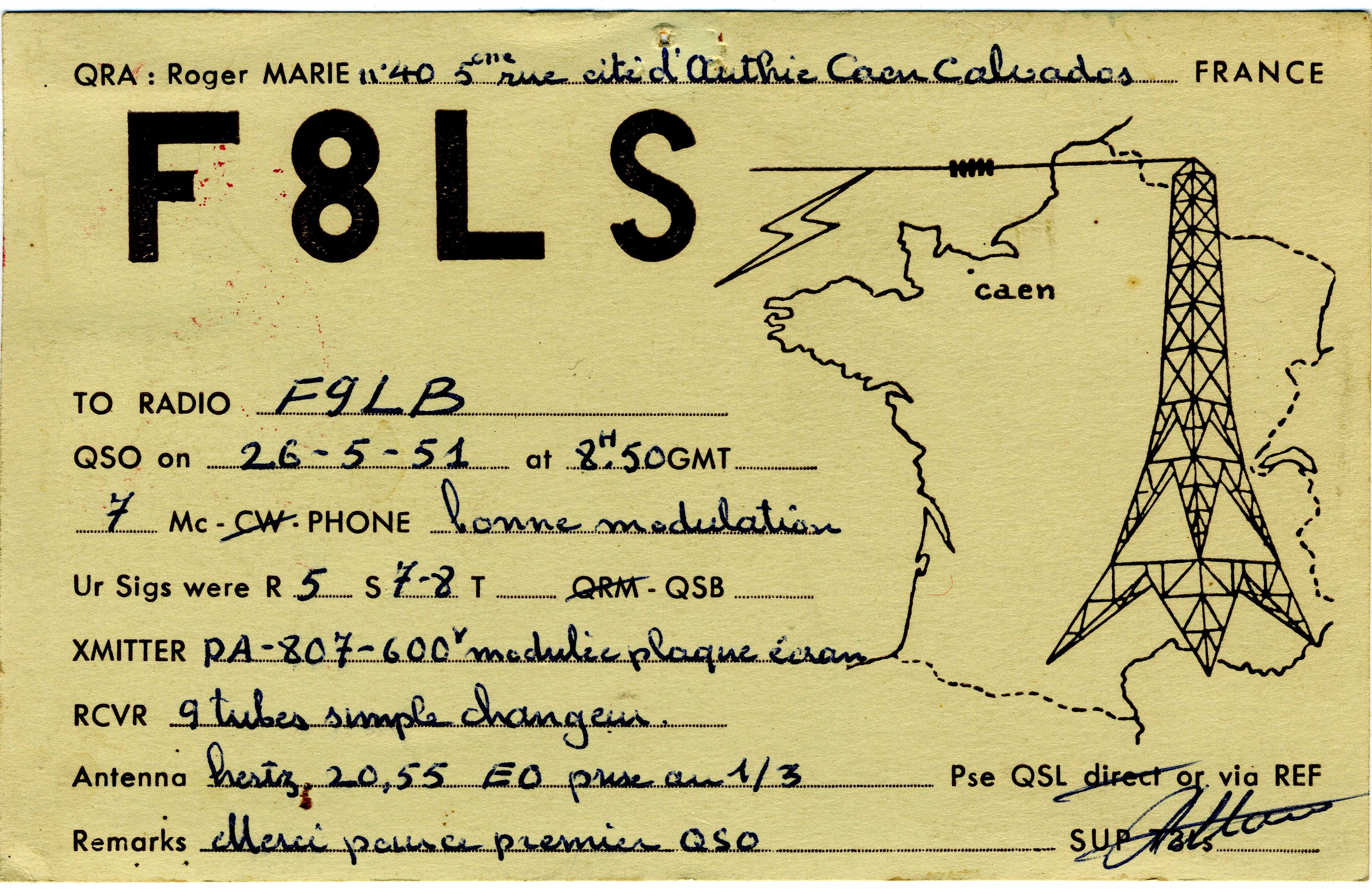
QSL-картка французького радіоаматора з детальними відомостями про апаратуру та умови зв'язку
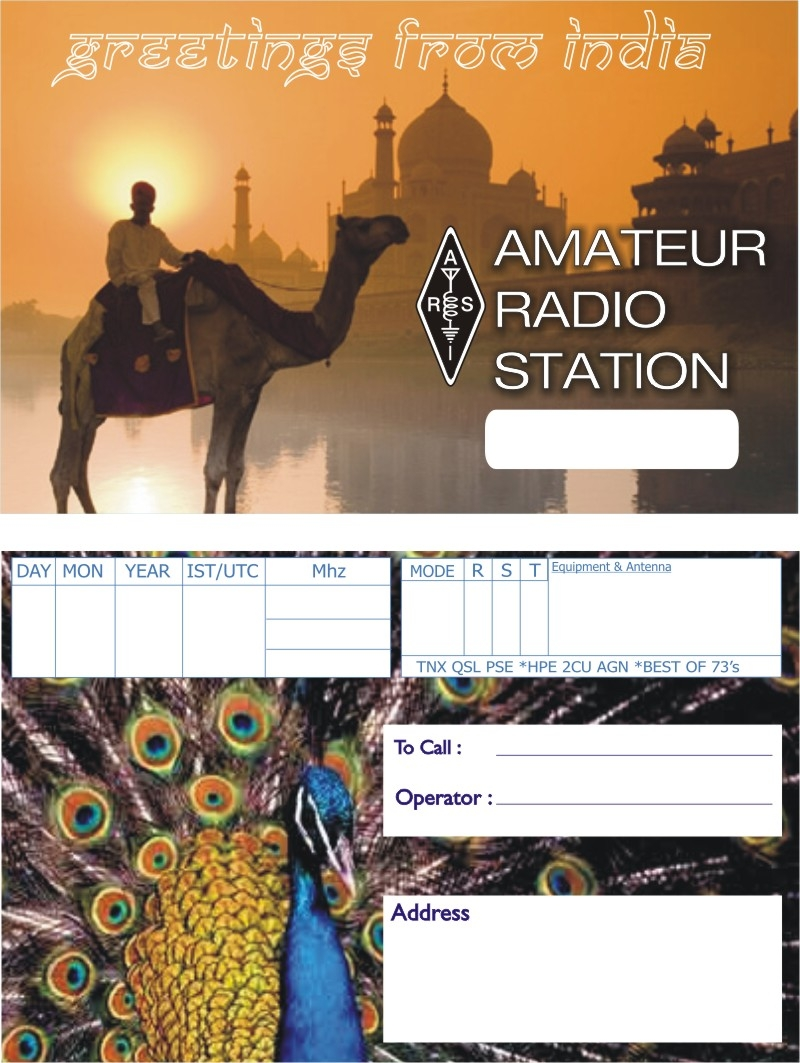
Індійський двосторонній бланк для QSL
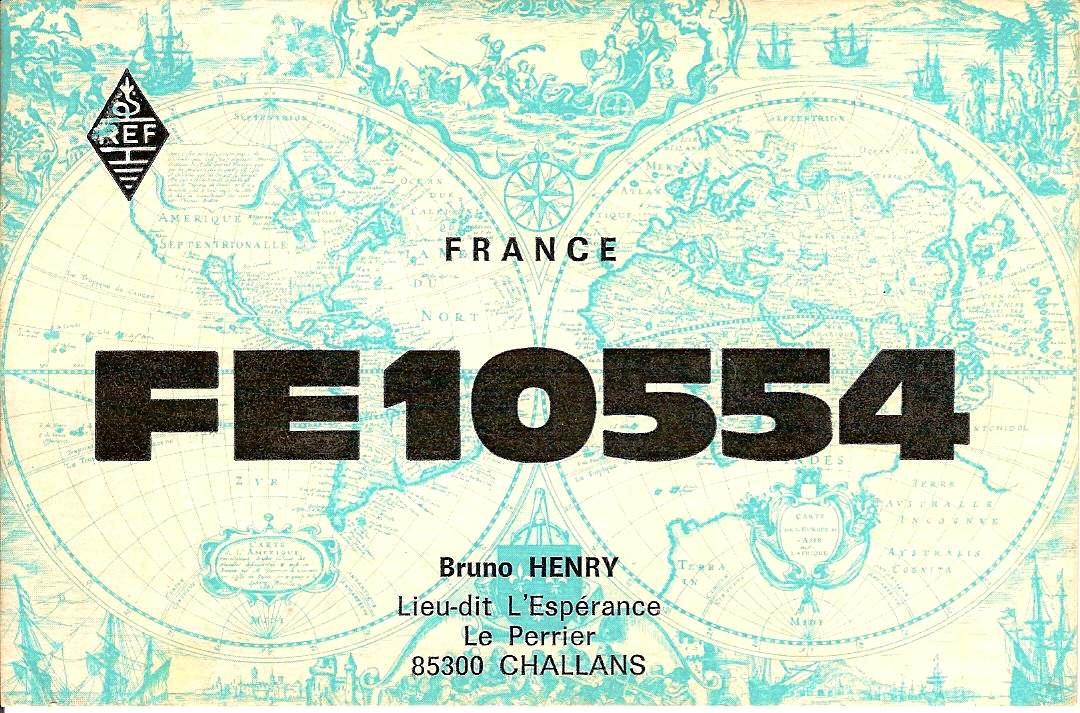
QSL радіоаматора-спостерігача FE10554 з Франції